# Loch Einich
Loch Einich är en sjö i Storbritannien.   Den ligger i kommunen Highland och riksdelen Skottland, i den norra delen av landet, 700 km norr om huvudstaden London. Loch Einich ligger 496 meter över havet. Arean är 0,60 kvadratkilometer.Trakten runt Loch Einich består i huvudsak av gräsmarker. Den sträcker sig 1,9 kilometer i nord-sydlig riktning, och 0,6 kilometer i öst-västlig riktning.